# Anepsion
Anepsion là một chi nhện trong họ Araneidae.